# Aphidius ramithyrus
Aphidius ramithyrus är en stekelart som beskrevs av Smith 1944. Aphidius ramithyrus ingår i släktet Aphidius och familjen bracksteklar. Inga underarter finns listade i Catalogue of Life.